# Guillaume Borne
Guillaume Borne (Castres, 12 februari 1988) is een Franse voetballer (verdediger) die sinds 2009 voor de Franse tweedeklasser US Boulogne uitkomt. Voordien speelde hij onder andere voor Stade Rennes.